# Esporte Clube Quirinópolis
Esporte Clube Quirinópolis é um clube brasileiro de futebol, sediado na cidade de Quirinópolis, no estado de Goiás. Manda as suas partidas no Estádio Bichinho Vieira, com capacidade para 7 mil torcedores, e suas cores são verde e branco.

## História
Fundado em 18 de março de 1986, sagrou-se campeão da Segunda Divisão estadual em 1988, dois anos depois de ter sido criado.
Sua estreia na Primeira Divisão foi contra o Goiás, empatando com o Esmeraldino por 0 a 0 - resultado satisfatório para um clube estreante no Campeonato Goiano na época. Escapou do rebaixamento ao derrotar o Goiatuba por 2 a 0.
Contando com apoio da Prefeitura, o ECQ conseguia se manter na elite estadual, até que em 1993 se classificou para a segunda fase do Campeonato, no entanto ficou na última posição de seu grupo.
O Quirinópolis manteve-se na Primeira Divisão goiana até 1994, quando uma campanha muito ruim derrubou o time para a Divisão de Acesso, junto com outros três clubes (Luziânia FC, Piracanjuba e Pires do Rio). Com o rebaixamento, o Quirinópolis entrou numa severa crise financeira, que culminou com o afastamento do time durante 16 anos.
O ECQ chegou a negociar uma vaga para a Terceira Divisão estadual em 2009, mas não teve êxito. Retornou em 2011 para a disputa do mesmo campeonato, e conseguiu o acesso a Segunda Divisão em 2014.
No ano seguinte, o Esporte Clube Quirinópolis lançou um grande projeto para conquistar o acesso a Primeira Divisão do Goiano e reformulou sua visibilidade, criando um site oficial do clube ecquirinopolis.com.br.
Mas no ano de 2015 ficou em último no seu grupo e foi rebaixado novamente, após o rebaixamento em 2016, o clube se licenciou.[carece de fontes?]

## Títulos
| Estaduais | Estaduais                             | Estaduais | Estaduais  |
|           | Competição                            | Títulos   | Temporadas |
| --------- | ------------------------------------- | --------- | ---------- |
|           | Campeonato Goiano - Divisão de Acesso | 1         | 1988       |

## Mascotes
O Verdão possui três mascotes, um periquito, um lobo e uma estrela.